# Banco Hispano Americano
El Banco Hispano Americano (BHA) va ser un banc privat espanyol creat el 1900 i desaparegut el 1991 al fusionar-se amb el Banco Central, per crear el Banco Central Hispano.

## Història

### Inicis i desenvolupament
Va ser crear per un grup d'inversos liderats per Antonio Basagoiti Arteta, empresari biscaí que havia fet fortuna a Mèxic, on es trobaven les famílies Zaldo i Ibáñez, que també havien prosperat en territori americà. Es va fundar el 25 d'octubre de 1900 amb l'objectiu de tenir presència a tot el territori nacional, quan fins llavors només el Banc d'Espanya era qui tenia sucursals en tot el àmbit espanyol.
A la fi de l'any 1913 el BHA va sofrir una crisi de confiança motivada per la seva presència a Mèxic, llavors afectat per la Revolució Mexicana. La crisi es va resoldre amb la intervenció del Banc d'Espanya, que va actuar per primera vegada com a prestador d'última instància. Del procés es va consolidar una política gestora conservadora que va prevenir una excessiva implicació durant la Primera Guerra Mundial, a diferència d'altres entitats. A partir de l'any 1929 i arran del nomenament d'Andrés Moreno García com a director general, la gestió es va descentralitzar.
En 1976 es van absorbir el Banco Mercantil e Industrial i el Banco de Gijón i es va obrir una oficina a Teheran, la primera que obria un banc espanyol, amb l'objectiu de canalitzar activitats comercials entre Iran i Espanya. Aquest mateix any va crear una societat conjunta amb el Banco Urquijo pel foment i gestió d'operacions comercials i industrials espanyoles a l'Iran, així com a la captació de recursos d'aquell país. Entre les empreses participants en la societat es trobaven Duro Felguera, Entrecanales i CAF. L'estratègia expansiva que seguia va fer que l'any 1977 se situés en el segon lloc del ránking bancari espanyol.
L'obertura d'una oficina a Teheran no va ser l'únic cas d'expansió internacional, ja que BHA es va establir en altres ciutats tals com Rio de Janeiro i São Paulo, Londres, Lisboa i Moscou.

### Crisi i sanejament
Com a conseqüència del pacte de les Jarillas, signat en 1944 entre els marquesos d'Aledo i d'Urquijo, les operacions de la banca industrial van quedar en mans del Banco Urquijo. La crisi industrial de finals dels anys 70 i principis dels 80 va afectar severament a la cartera industrial dels bancs. L'any 1984 la mala situació que travessava va obligar el seu president, Claudio Boada, a no repartir dividends. El Banc d'Espanya va supervisar un llarg procés de sanejament i va aportar unes ajudes de 45.000 milions de pessetes que, en part, van ser posades per la resta dels grans bancs i el Fons de Garantia de dipòsits. Aquests recursos van ser retornats quan es va vendre al novembre de 1988 el Banco Urquijo Unión al Grup March. Per aquesta venda el BHA va obtenir 67.500 milions de pessetes.

### Fusió amb el Banc Central
El 1991 es va fusionar amb el Banco Central (BC), operació intentada en la dècada dels anys seixanta. per Ignasi Vilallonga i Antonio Basagoiti, pero quan l'operació estava pràcticament tancada, el ministre d'hisenda Juan José Espinosa San Martín i el seu sotssecretari Luis Valero Bermejo, van pensar que el nou banc anava a adquirir massa poder i li van negar els beneficis fiscals sol·licitats. La fusió s'encaria tant que Vilallonga va abandonar la idea. Amb Luis de Usera al capdavant del BHA i Alfonso Escámez del BC es va produir una nova temptativa que tampoc va fructificar. El bescanvi accionarial proposat no va satisfer a Usera després de valorar els balanços. El tercer intent va ocórrer en 1989, amb Claudio Boada en la presidència, però el resultat de les negociacions no va permetre arribar a cap acord.
En la fusió de 1991 es va posar de manifest la complementarietat entre els bancs i es va fer un bescanvi accionarial pel qual els accionistes de BHA rebrien cinc accions de BC per cada sis de BHA. El 30 d'octubre de 1991, els accionistes dels bancs BC i BHA van votar la fusió bancària. Per les condicions en què es desenvoluparia el procés, la fusió va ser realment una absorció de BHA per part de BC.
L'1 de gener de 1992 es va registrar oficialment en la CNMV l'ampliació de capital del Banc Central, per valor 34.069 milions de pessetes, prevista per a l'absorció formal del Banco Central Hispano. El 30 de desembre de l'any anterior, després de l'última signatura de la fusió, el BCH havia deixat de cotitzar en Borsa donant pas a les noves accions del Banco Central Hispanoamericano (BCHA) que, una vegada ampliat el capital, va començar a contractar normalment.

## Taules econòmiques

### Grups bancaris en 1986
| Grup Banesto (14 bancs)            | Grup Central (8 bancs)  | Grup Hispano (6 bancs) | Grup Bilbao (9 bancs) |
| ---------------------------------- | ----------------------- | ---------------------- | --------------------- |
| Español de Crédito                 | Central                 | Hispano Americano      | Bilbao                |
| Madrid                             | Foment                  | Urquijo-Unión          | Industrial de Bilbao  |
| Desarrollo Económico Español       | València                | Mercantil de Tarragona | Mas Sardá             |
| Vitòria                            | Granada                 | Hispano Industrial     | Comercio              |
| Abel Matutes Torres-Banc d'Eivissa | Internacional de Comerç | Jerez                  | Promoción de Negocios |
| General                            | Crèdit i Inversions     | Norte                  | Oeste                 |
| Peninsular                         | Nord-oest               | Extremadura            | Huesca                |
| Albacete                           | Sevilla                 | Latino                 |                       |
| Alacantino de Comercio             |                         |                        |                       |

### Quota de mercat en 1986
|    | Banc          | Quota de mercat | Nombre d'oficines |
| -- | ------------- | --------------- | ----------------- |
| 1  | Central       | 11,6            | 2.783             |
| 2  | Vizcaia       | 11.2            | 1.718             |
| 3  | Banesto       | 10,0            | 2.689             |
| 4  | Hispano       | 10,0            | 1.693             |
| 5  | Bilbao        | 9,5             | 1.628             |
| 6  | Santander     | 8,4             | 1.477             |
| 7  | Exterior      | 7,7             | 651               |
| 8  | Popular       | 6,0             | 1.596             |
| 9  | March         | 1,5             | 251               |
| 10 | Citibank      | 1,3             | 89                |
| 11 | BNP           | 1,1             | 48                |
| 12 | Barclays      | 1,1             | 77                |
| 13 | Zaragozano    | 1,0             | 244               |
| 14 | Àrabe español | 0,7             | 32                |
| 15 | Herrero       | 0,7             | 159               |

## Presidents
|      | President                    | Període   |
| ---- | ---------------------------- | --------- |
| I    | Antonio Basagoiti Arteta     | 1901-1933 |
| II   | Luis Ibáñez Posada           | 1934      |
| III  | Ignacio Herrero de Collantes | 1935-1961 |
| IV   | Antonio Basagoiti Ruiz       | 1961-1968 |
| V    | Luis de Usera                | 1968-1983 |
| VI   | Alejandro Albert             | 1983-1985 |
| VII  | Claudio Boada Vilallonga     | 1985-1990 |
| VIII | José María Amusátegui        | 1990-1991 |